# Plecophthalma
Plecophthalma là một chi bọ cánh cứng trong họ Chrysomelidae.
Chi này được miêu tả khoa học năm 1997 bởi Medvedev & Regalin.

## Các loài
Các loài trong chi này gồm:
- Plecophthalma discolor Medvedev & Regalin, 1997
- Plecophthalma pubescens Medvedev & Regalin, 1997